# Armadillidium zangherii
Armadillidium zangherii är en kräftdjursart som beskrevs av Arcangeli 1924. Armadillidium zangherii ingår i släktet Armadillidium och familjen klotgråsuggor. Inga underarter finns listade i Catalogue of Life.